# Swallow the Sun
A Swallow the Sun (szó szerinti jelentése: "Nyeld le a Napot") egy finn death-doom/gothic metal/progresszív metal/melodikus death metal együttes. 2000-ben alakultak meg Jyväskyläban. 

## Tagok
- Juha Raivio - gitár (2000-)
- Mikko Kotamäki - ének (2001-)
- Matti Honkonen - basszusgitár (2001-)
- Juuso Raatikainen - dob (2014-)
- Juho Räihä - gitár (2018-)
- Jaani Peuhu - billentyűk (2018-)

## Korábbi tagok
- Pasi Pasanen - dob (2000-2009)
- Kai Hahto - dob (2009-2014)
- Aleksi Munter - billentyűk (2003-2016)
- Markus Jämsen - gitár (2001-2018)

## Stúdióalbumok
- The Morning Never Come (2003)
- Ghosts of Loss (2005)
- Hope (2007)
- New Moon (2009)
- Emerald Forest and the Blackbird (2012)
- Songs from the North I, II and III (2015)
- When a Shadow is Forced into the Light (2019)
- Moonflowers (2021)